# 拉沃圣安娜
拉沃圣安娜（法語：Lavault-Sainte-Anne，法語發音：[lavo sɛ̃t an]）是法国阿列省的一个市镇，位于该省西部，蒙吕松市区以南，属于蒙吕松区。

## 地理
拉沃圣安娜（46°18'36"N, 2°36'1"E）面积9.08 平方千米，位于法国奥弗涅-罗讷-阿尔卑斯大区阿列省，该省份为法国中部省份，北起涅夫勒省、西北接谢尔省，西南至克勒兹省，南至多姆山省，东南临卢瓦尔省，东临索恩-卢瓦尔省。
与拉沃圣安娜接壤的市镇（或旧市镇、城区）包括：利涅罗勒、蒙吕松、内里莱班、普雷米亚、维勒布雷。

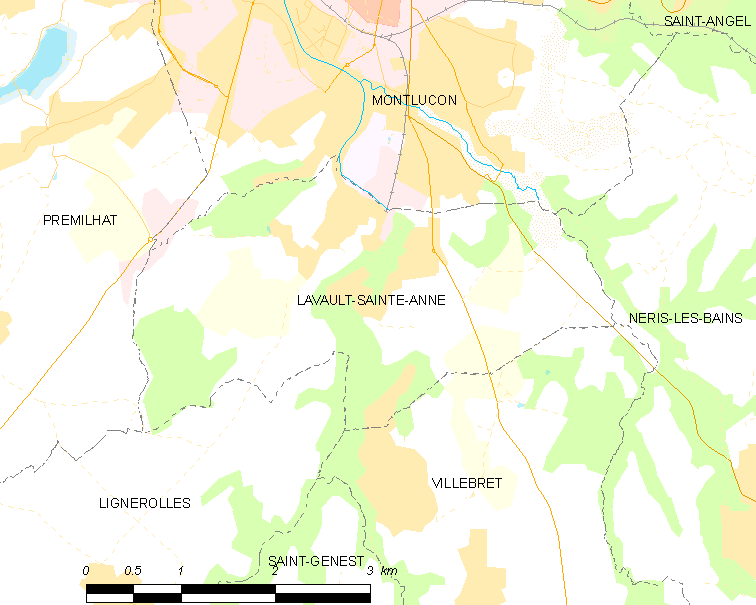
拉沃圣安娜的OSM定位图

拉沃圣安娜的时区为UTC+01:00、UTC+02:00（夏令时）。

## 行政
拉沃圣安娜的邮政编码为03100，INSEE市镇编码为03140。

## 政治
拉沃圣安娜所属的省级选区为蒙吕松第四县。

## 人口

1962-2008年间拉沃圣安娜人口变化图示

拉沃圣安娜于2022年1月1日时的人口数量为1138人。